# Gliese 676
Gliese 676 (GJ 676) – gwiazda podwójna w gwiazdozbiorze Ołtarza, odległa o 52 lat świetlnych od Słońca. Jaśniejszy składnik układu, Gliese 676 A ma układ planetarny.

## Nazwa
Nazwa gwiazdy pochodzi z katalogu Gliesego, liczba „676” jest numerem kolejnym w katalogu.

## Charakterystyka
Główny składnik układu, Gliese 676 A, jest czerwonym karłem należącym do typu widmowego M0 V. Ma masę 0,71 ± 0,04 M☉ i metaliczność ([Fe/H]) 0,23 ± 0,10. Gwiazda ta ma układ planetarny, składający się z przynajmniej czterech planet. Był to trzeci znany czerwony karzeł (po GJ 876 i GJ 581) z tak licznym układem planetarnym.
Druga gwiazda, Gliese 676 B, to słabszy czerwony karzeł typu widmowego M3 V. Gwiazdy dzieli na niebie 50 sekund kątowych, co przekłada się na odległość w przestrzeni równą co najmniej 800 au; okres obiegu pary wokół wspólnego środka masy to co najmniej 20 tysięcy lat.

## Układ planetarny
Odkrycie pierwszej planety, GJ 676 Ab, ogłoszono w 2009. Ma ona masę minimalną wynoszącą około 4,7 mas Jowisza i obiega gwiazdę w odległości 1,8 au. Astrometria wskazuje, że nachylenie jej orbity do kierunku obserwacji to ok. 45°, zatem jej rzeczywista masa to 6,7 +1,8−1,5 MJ. Wykryty w badaniach długookresowy trend wskazywał, że w układzie znajduje się jeszcze jedna planeta-olbrzym na dalekiej orbicie.
Badania opublikowane w 2012 uwzględniające dłuższe pomiary zmian prędkości radialnej wzmocniły argument za istnieniem dalekiej planety i pozwoliły na odkrycie dwóch następnych planet okrążających tę gwiazdę. Planety GJ 676 Ad i GJ 676 Ae mają masy minimalne około 4,4 i 11,5 mas Ziemi i krążą w odległościach 0,04 i 0,19 au od gwiazdy. Najdalsza, czwarta planeta GJ 676 Ac ma masę minimalną około 6,8 MJ i orbituje wokół gwiazdy w odległości ok. 6,6 au.
Dwie planety krążące najbliżej gwiazdy zostały określone jako superziemie, choć mogą być też minineptunami; dwie bardziej odległe planety to gazowe olbrzymy.
| Towarzyszka | Masa minimalna (m sin i) | Okres orbitalny [d] | Półoś wielka [au]  | Ekscentryczność |
| d           | 4,4 ± 0,7 M🜨             | 3,6000 ± 0,0008     | 0,0413 ± 0,0014    | 0,15 ± 0,09     |
| e           | 11,5 ± 1,5 M🜨            | 35,37 ± 0,07        | 0,187 ± 0,007      | 0,24 ± 0,12     |
| b           | 4,733 +0,011−0,010 MJ    | 1052,1 ± 0,4        | 1,812 +0,002−0,001 | 0,323 ± 0,002   |
| c           | 6,8 ± 0,1 MJ             | 7337 +95−92         | 6,6 ± 0,1          | 0               |